# Relativismo linguístico
A alcunha de relativismo linguístico (ou, ainda, de relatividade linguística, implicando, nesse caso, variações importantes na forma como o termo é compreendido e empregado) tem sido utilizada na literatura para designar um conjunto de teorias filosóficas e científicas sobre a natureza do conhecimento humano que associam, de modo mais ou menos determinístico, o contato dos indivíduos com a realidade à língua que falam, à cultura em que estão inseridos e à própria estrutura cognitiva da espécie.
Defensores do relativismo linguístico assumem que, grosso modo, a língua natural e a cultura de uma comunidade específica funcionam como uma espécie de calibrador para aqueles que delas partilhem, de modo que pertencer a grupos de falantes cujas línguas e cujas características culturais sejam distintas significa, necessariamente, apresentar categorização distinta da realidade. Versões mais radicais do relativismo linguístico, como a que é conhecida como Hipótese Sapir-Whorf, sequer consideram que o mundo apresente estrutura; de acordo com essa hipótese, toda e qualquer categorização do mundo descenderia diretamente das línguas faladas pelos indivíduos.
Afirmar que o acesso à realidade pelos indivíduos é, em algum nível, mediado margeia a interpretação de que a visão de mundo de grupos de falantes apartados seja mutuamente ininteligível e, além disso, remete ao debate milenar entre racionalistas e empiristas sobre a origem dos conhecimentos humanos (Platão, Aristóteles, Tomás de Aquino, Kant, Descartes, Hume e Quine, dentre muitos outros filósofos, dedicaram parte considerável de sua obra a tais questões). Em última instância, as teorias relativísticas esvaziam de sentido as tentativas de se definir o que seja uma realidade objetiva, posto que, sempre conduzidos por uma perspectiva parcial do mundo, os indivíduos não tem como recorrer a ela senão de forma indireta.
Gonçalves (2008: 6), em sua tese de doutoramento, que é quase totalmente dedicada à historiografia do relativismo linguístico, demarca os séculos XVIII e XIX como sendo de suma importância para o estabelecimento desse termo. A obra de Wilhelm von Humboldt é, segundo esse pesquisador, fundamental para as futuras contribuições das três gerações de famosos etnolinguistas norte-americanos, Fraz Boas, Edward Sapir e Benjamin Lee Whorf, e dos cientistas cognitivos conhecidos como neo-whorfianos, cujo interesse é verificar, a partir de rigorosos processos de testagem, a validade das propostas relativísticas implicadas na Hipótese Sapir-Whorf. Ressalve-se aqui, à semelhança de como Gonçalves procede, que a história do relativismo linguístico pode ser rastreada até a Grécia do período clássico, em que o tema pode ser abstraído, pelo menos, da obra de Protágoras, e percorre toda a trajetória da filosofia e da ciência ocidentais; contudo, por uma opção metodológica que entrevê maior clareza e concisão para o tema abordado, pretende-se tratá-lo a partir do século de Humboldt em diante, fazendo, nos pontos em que se fizerem necessárias, as devidas menções às obras de pensadores mais antigos.

## A contribuição de Wilhelm von Humboldt
Conforme foi mencionado no último parágrafo da seção anterior, encontram-se ecos do relativismo linguístico já na Grécia do período clássico, há mais de dois mil anos, mas é a partir do século XIX, no seio da revolução científica que culminaria, pouco tempo depois, no estabelecimento da Linguística, que o tema passou a despertar maior interesse. Atribui-se a Wilhelm von Humboldt, diplomata, filósofo e estudioso de línguas prussiano, a revitalização do relativismo linguístico nesse século e no seguinte. 
A história dos estudos linguísticos, no interior da qual a Linguística, a ciência da linguagem, pode ser considerada o desenvolvimento mais recente, é marcada, à semelhança da história de todas as áreas científicas, pelo embate entre posturas racionalistas e empiristas. As posições teóricas de Humboldt tem sido, curiosamente, utilizadas como argumentos para ambas as posições, embora a remissão mais famosa ao prussiano seja a de Noam Chomsky, linguista norte-americano de grande destaque na segunda metade do século XX, em seu livro Linguística Cartesiana (CHOMSKY, 1966: 33): 
"Ao criar a noção de 'forma da linguagem' como princípio gerativo, fixo e invariável, que determina o alcance e fornece os meios para o conjunto ilimitado de atos 'criadores' individuais, que constituem o uso normal da linguagem, Humboldt faz uma contribuição original e significativa à teoria linguística".
O destaque dado ao recurso teórico de Humboldt não é um mero reconhecimento de sua contribuição para os estudos linguísticos, mas representa o fato de que um dos pilares do gerativismo, o postulado de que a linguagem humana produz infinitos produtos a partir da aplicação recursiva de elementos finitos, fora prenunciado há quase um século. Por outro lado, preocupado em estabelecer suas raízes racionalistas, o próprio Chomsky reconhece a idiossincrasia do pensamento humboldtiano e faz a seguinte ressalva:
"Embora as línguas naturais tenham propriedades universais [segundo o que ele e o que a vertente gerativista, da qual é o fundador, compreendem], atribuíveis á mentalidade humana enquanto tal, cada língua oferece um 'mundo de pensamento' e um ponto de vista de tipo único. Ao atribuir este papel na determinação dos processos mentais às línguas individuais, Humboldt separa-se radicalmente do quadro da linguística cartesiana [entenda-se por linguística cartesiana o tipo de investigação realizado pela vertente gerativista, posto que partilhe de um conjunto específico de assunções sobre a linguagem humana] , evidentemente, e adota um ponto de vista que é tipicamente romântico".
Chomsky percebe em Humboldt, portanto, a semente fundamental de sua teoria linguística, chamada por ele de "aspecto criativo da linguagem", ao mesmo tempo em que entende que, para o filósofo, cada língua natural sirva como uma espécie de janela através da qual os indivíduos podem alcançar a realidade. Humboldt é ainda mais categórico  nessa sujeição da realidade à língua e à cultura ao propor que as diferenças entre as línguas naturais não estão somente na variedade de sinais e de sons atestados, porque essas características são somente superficiais, mas, indo muito além disso, radicam-se na existência de visões de mundo distintas e não acessíveis entre si.

## A Hipótese Sapir-Whorf
Embora a delimitação moderna do relativismo linguístico parta das contribuições de Humboldt, sua consolidação somente foi possível devido a uma linhagem de etnólogos e de linguistas norte-americanos cujo interesse pelos povos nativos do continente os levou a perceber o flagrante processo de extinção pelos quais suas línguas passavam. Como tentativa de preservar as que ainda eram faladas à época, esses cientistas dedicaram-se à tarefa de catalogá-las e perceberam que a tradição gramatical das línguas indo-europeias parecia pouco eficaz nesse processo. Puseram, então, à prova um pensamento muito antigo, que esteve na constituição de muitas descrições gramaticais gregas, latinas e de outras línguas europeias: as categorias gramaticais seriam, realmente, universais?
Boas, Sapir e Whorf criam que não eram, já que mais de uma das línguas nativas do território americano não apresentavam alguma das categorias presentes nas gramáticas europeias; em alguns casos, atestava-se o contrário: existiam, também, categorias gramaticais nas línguas nativas que eram abarcadas pelas línguas europeias. O próximo passo pareceu-lhes óbvio: o estudo de cada língua humana e, consequentemente, de sua respectiva cultura devia fechar-se em si mesmo; nenhum povo, nenhuma língua e nenhuma cultura deveriam ser perspectivados por outro de mesma espécie, haja vista que a realidade não poderia ser alcançada objetiva, mas apenas construída com o auxílio de tais objetos culturais.
Boas, professor de Sapir, e Sapir, professor de Whorf, apesar de este último ter seu nome citado na hipótese de relativismo linguístico mais conhecida, contribuíram indiretamente para sua consolidação; é Whorf, o último dessa linhagem intelectual, quem dá a hipótese a cara pela qual se tornou conhecida na literatura. A hipótese, como a de Humboldt, assume que a língua e a cultura de uma comunidade influenciam o modo como os indivíduos categorizam a realidade e se baseia em duas premissas: (1) a de que as línguas diferem significativamente em suas interpretações da experiência humana, tanto no que selecionam para representação quanto na maneira como a organizam; e (2) a de que essas interpretações da experiência influenciam o pensamento.
Por adotar uma forma de perspectivação da linguagem e da percepção, o relativismo linguístico se contrapõe diretamente a visões teóricas universalistas, como a gerativista, que supõem que parte das habilidades e dos conhecimentos humanos é de base inata: que ambas as posturas protagonizam é a opção ou de um viés racionalista ou de um viés empirista.

## Outras vertentes de relativismo
Há, também, outras teorias relativísticas que tomam outros objetos além da percepção humana da realidade, mas que, de igual modo, levam às ultimas consequências a tarefa de descrever algum fenômeno de maneira parcial ou totalmente dependente do efeito de outro; confiram-se, à guisa de exemplos, (1) na filosofia e na história da ciência a noção de “paradigma” em Tomas Kuhn, segundo quem, simplificadamente, o próprio fazer científico tem caráter relativo, voluntativo e remisisivo; (2), na filosofia, em especial nos trabalhos de Quine e de Davidson, discussões sobre relativismo conceitual e perceptual, as quais põem em voga o papel da interpretação e do subjetivo na categorização da realidade; e (3) na filosofia, debates sobre em que consiste a verdade, suscitando argumentos favoráveis e contrários à ideia de que o verdadeiro não o é por si mesmo e se fundamenta somente na percepção de pelo menos um indivíduo.

Embora possam ser encontrados pontos comuns suficientes para que as diferentes teses relativísticas possam ser agrupadas em um único conjunto (faz-se referência, aqui, àquilo que no parágrafo anterior foi caracterizado como "a tarefa de descrever algum fenômeno de maneira parcial ou totalmente dependente do efeito de outro"), existem entre elas, obviamente, diferenças substanciais. A intenção desse comentário é despertar a atenção do leitor para dois pontos considerados muito relevantes: o primeiro deles é, justamente, o ponto nevrálgico das teses relativísticas, isto é, aquilo que mais contribui para que sejam classificadas como tais; o segundo deles, tão ou mais importante do que é o primeiro, é o fato de que as teses relativísticas estão mais próximas de ser um tipo de construção de argumentos ou de pensamentos do que uma espécie particular de doutrina filosófica ou científica. Para que o segundo ponto seja justificado, basta observar que essas teses atravessam campos do conhecimentos, mantendo, entre si, a relação estabelecida no primeiro ponto.